# والاس ريس
والاس ريس (بالبرتغالية: Wallace Reis da Silva‏) (26 ديسمبر 1987 في البرازيل - ) هو لاعب كرة قدم برازيلي في مركز الدفاع. لعب مع غريميو بورتو أليغرينزي ونادي فلامنغو ونادي فيتوريا ونادي كورينثيانز.

## وصلات خارجية
- والاس ريس على موقع الاتحاد الدولي (مؤرشف)  (الإنجليزية)
- والاس ريس على موقع اتحاد تركيا (لاعب) (الإنجليزية)
- والاس ريس على موقع قاعدة بيانات كرة القدم.إي يو (الإنجليزية)
- والاس ريس على موقع Soccerway.com (الإنجليزية)
- والاس ريس على موقع عالم كرة القدم.نت (الإنجليزية)